# كربونات الثاليوم الأحادي
 كربونات ثاليوم أحادي (بالإنجليزية: Thallium(I) carbonate)‏ مركب كيميائي له الصيغة Tl2CO3 ، ويكون على شكل بلورات بيضاء .